# La Bohème

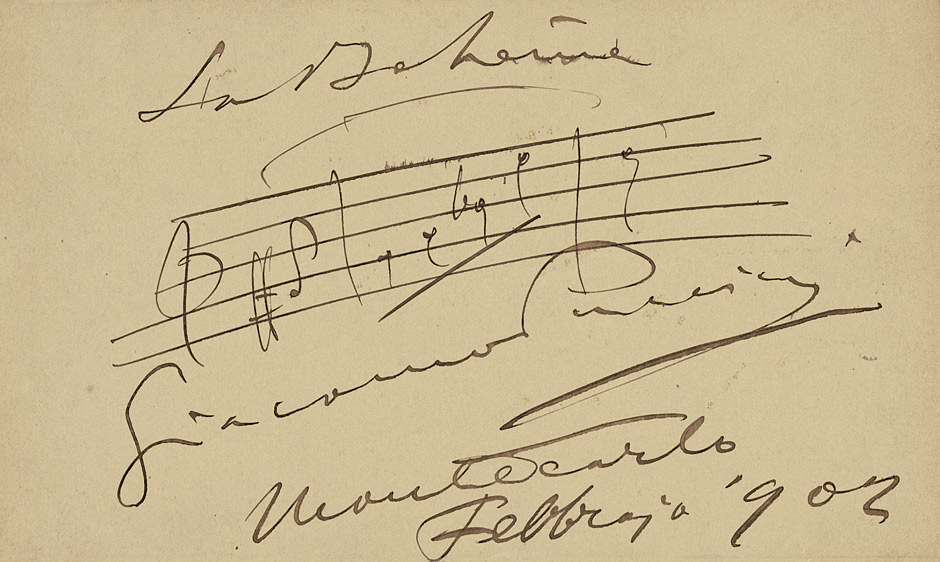
Trecho partitura da ária "Mi chiamano Mimì", de La Bohème, com autógrafo de Puccini (1902).

La Bohème é uma ópera em quatro atos de Giacomo Puccini, com libreto de Luigi Illica e Giuseppe Giacosa, baseado no romance de Henri Murger, Scènes de la vie de bohème. Estreou no Teatro Regio de Turim em 1 de fevereiro de 1896, sob a regência de Arturo Toscanini.
No Brasil teve sua estreia no Theatro da Paz, em Belém do Pará, no dia 21 de abril durante a temporada lírica de 1900. Fizeram parte do elenco a soprano brasileira Tilde Maragliano como Mimì, Maria Cavallini como Musetta, Giuseppe Agostini como Rodolfo e Alessandro Modesti como Marcello. A regência foi do maestro Giorgio Polacco.

## Personagens
| Rodolfo, poeta parisiense pobre que se apaixona por Mimi                                          | tenor    |
| Marcello, pintor, companheiro de apartamento de Rodolfo                                           | barítono |
| Colline, filósofo, vive no mesmo apartamento de Marcello e Rodolfo                                | baixo    |
| Schaunard, músico, é o quarto colega de apartamento                                               | barítono |
| Mimi/Lucia, uma pobre florista que sofre de tuberculose)                                          | soprano  |
| Musetta, jovem namoradeira, ama Marcello mas está sempre tentando provocar-lhe ciúmes)            | soprano  |
| Benoit, locador, meio fracassado, do prédio em que moram Rodolfo, Marcello, Colline e Schaunard   | baixo    |
| Alcindoro, velho rico e um dos admiradores de Musetta, que o usa para provocar ciúmes em Marcello | baixo    |
| Parpignol, vendedor de brinquedos                                                                 | tenor    |

## Sinopse
A história se passa em Paris, por volta de 1830.

### Ato I
Em Paris, véspera de Natal, na mansarda.
Marcello, um pintor que, aparentemente, não vende muitos quadros, pinta uma Passagem no Mar Vermelho; seu companheiro Rodolfo escreve um drama. Os dois tiritam de frio e estão com muita fome. O fogo na lareira está quase se apagando por falta de combustível. Marcello oferece sacrificar o "Mar Vermelho"; Rodolfo responde que faria muita fumaça, é melhor sacrificar o drama que ele está escrevendo, o que é feito incontinente. Aparentemente, salvar-se de morrer de frio é mais importante do que preservar suas obras para a posteridade. O fogo, porém, dura pouco. Chega Colline, que não conseguiu penhorar seus livros. Chega Schaunard, trazendo comida, vinho, lenha e cigarros, o que alegra os rapazes. Estão festejando ruidosamente, quando chega Benoît, o proprietário da cortelha onde moram; vem cobrar o aluguel atrasado. Eles o convidam para entrar, fazem-no sentar, oferecem-lhe um pouco de vinho. Marcello elogia o bom gosto do ancião, contando que outro dia o viu de braços dados com uma bela mulher. A conversa resvala então para um assunto predileto dos rapazes, e aparentemente também do ancião: mulheres. Perguntam a ele que tipo de mulher ele prefere. Ele responde que prefere as mais robustas, já que as magras tendem a ser neuróticas e aborrecidas "como por exemplo… minha mulher!" Ao ouvirem isso, os rapazes se levantam num ímpeto, fazendo pose de indignação moral: "O que? Então o sr. é casado? E anda fazendo essas coisas?" Expulsam o velho da mansarda, dizendo que ele "corrompe e polui o nosso lar respeitável". Após rirem bastante, Schaunard propõe que saiam para festejar no Café Momus. Rodolfo diz que precisa ficar para terminar o artigo que está escrevendo para o jornal proletário "Castor"; promete segui-los dentro de alguns minutos.
Sozinho, ele se senta para escrever, quando ouve baterem timidamente à porta. Pergunta quem é, uma voz feminina emite duas notas do lado de fora. Rodolfo abre e vê uma jovem pálida e de aspecto doentio, mas extremamente bela, tendo nas mãos uma vela apagada e uma chave. Ofegante devido ao esforço de subir as escadas, ela pede a ele, por favor, se teria fogo para reacender sua vela. Rodolfo insiste para que ela entre e sente-se um momento; ela desmaia sobre a cadeira, deixando cair a vela e a chave. Rodolfo asperge um pouco de água sobre o rosto da garota, ela volta a si. Rodolfo faz com que ela se sente junto ao fogo e oferece-lhe um pouco de vinho. Levantando-se, ela acende a vela, agradece, diz boa noite e sai. Ao cruzar o limiar da porta, ela se dá conta de que perdeu a chave do quarto onde mora. O vento apaga as duas velas, a dela e a de Rodolfo. Os dois reentram para procurar a chave no quarto semi-escuro, iluminado apenas pela lareira e pela luz da lua. No meio da escuridão, suas mãos se encontram, e é então que um lá bemol na clarineta-baixo dá o sinal a Rodolfo que é a hora de cantar Che gelida manina. Rodolfo se apresenta e diz que é um poeta. Mimì responde com sua primeira ária, Mi chiamano Mimì, Me chamam de Mimì, mas meu nome é Lucia. Gosto daquelas coisas que se chamam de poesia. O ato conclui com o dueto de amor O soave fanciulla.

### Ato II
O Quartier Latin e o Café Momus.

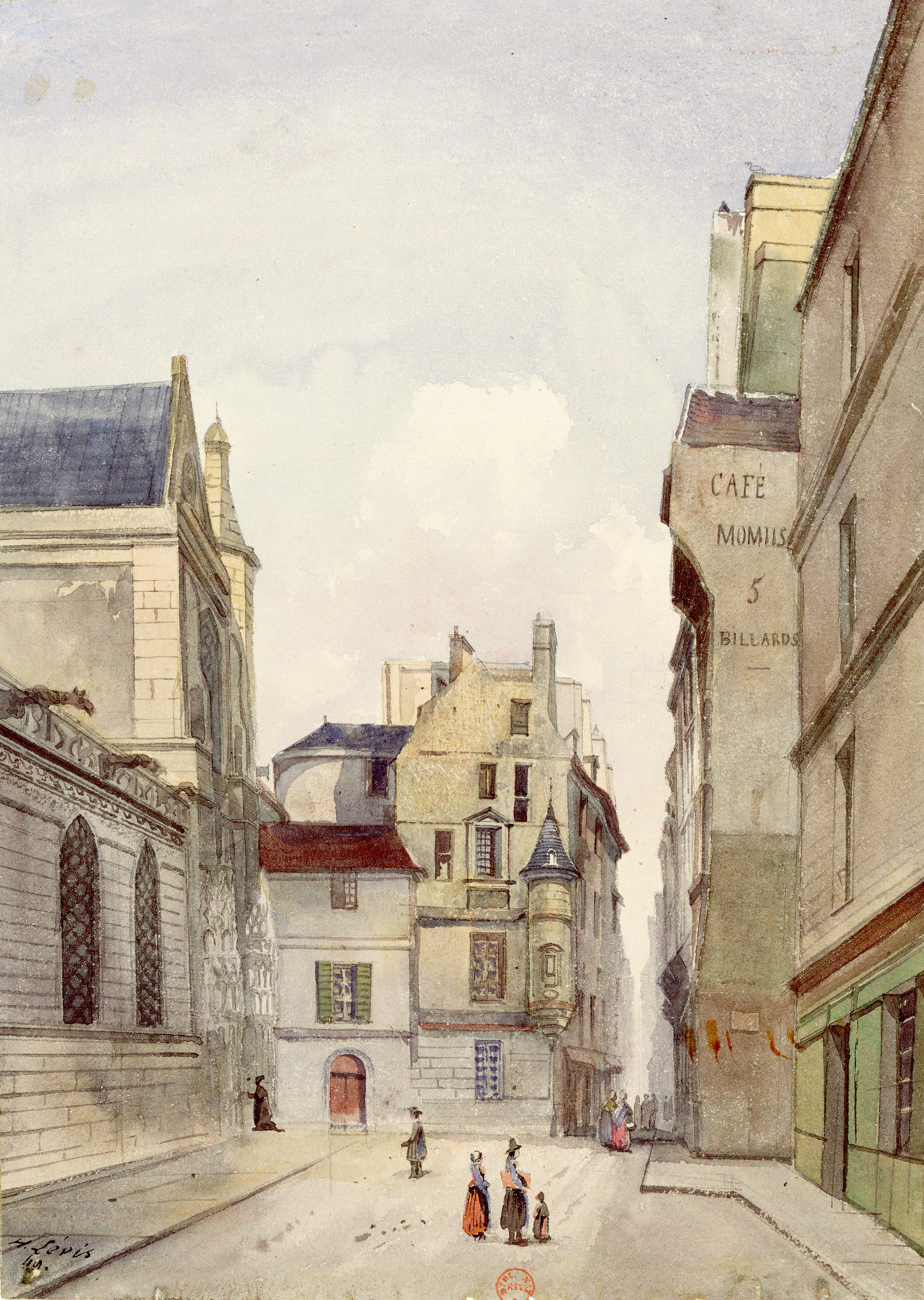
Rua dos Prêtres, Paris, com o café Momus à direita, por Henri Lévis

No Quartier Latin, um bairro boêmio de Paris, há muita agitação: tocam música alegre, cantam, dançam, se divertem. Rodolfo chega com Mimì e apresenta sua nova companheira aos amigos: "Eu sou o poeta, ela é a poesia". Musetta, antiga companheira de Marcello, chega acompanhada de outro homem, Alcindoro, mais velho e mais endinheirado que Marcello. Ao ver Marcello, porém, ela fica excitada, inquieta, como se algum bicho a tivesse mordido. Quebra um prato, reclama do serviço. Sobe na mesa e canta uma valsa, cujo objetivo óbvio é seduzir Marcello. De repente, ela solta um grito, dizendo que seu sapato a está machucando e Alcindoro sai para comprar um novo par para ela, ela cai nos braços de Marcello. Entre os amigos falidos, porém, ninguém tem dinheiro para pagar a conta e Musetta diz ao garçom que Alcindoro vai pagar. Marcello e Colline a carregam nos ombros e eles saem, rindo. Quando Alcindoro chega, apresentam-lhe a conta.

### Ato III
A Barreira do Inferno (bairro na periferia de Paris).
Manhã de inverno. A neve cai profusamente. Vê-se uma praça cheia de árvores, um cabaré, e o portão da alfândega. Varredores de rua cantarolam enquanto trabalham, ouvem-se vozes, gritos e risos vindos de dentro do cabaré. Chega Mimì, pálida e tossindo, e pergunta a um sargento onde é o cabaré no qual mora e trabalha o pintor Marcello; ele lhe aponta. Ouve-se a voz de Musetta cantando lá dentro. Uma garçonete sai do cabaré, e Mimì pede a ela que diga ao pintor Marcello que Mimì quer falar com ele. Marcello sai, Mimì explica a ele que o relacionamento entre ela e Rodolfo está indo por água abaixo. Na noite anterior, ele fugiu de casa dizendo, "está tudo acabado entre nós". Eles vêm tendo atritos constantes ultimamente, cuja razão subjacente, que Mimì ignora, e que talvez não seja clara nem mesmo ao próprio Rodolfo, é o sentimento de culpa de Rodolfo, por saber que Mimì está condenada, e ele não pode fazer nada por ela. Rodolfo sai da taverna, Mimì se esconde atrás de uma árvore. Na conversa com Marcello, Rodolfo confirma mais ou menos o que disse Mimì. Mimì tosse, denunciando sua presença. Mimì e Rodolfo agora cantam um dueto de amor, que é também uma despedida: Ci lascierem alla stagion dei fior. Os dois resolvem se separar amigavelmente. O dueto entre Mimì e Rodolfo se transforma num quarteto, quando vêm juntar-se as vozes de Musetta e Marcello, que estão tendo uma briga: Musetta flerta com todos os homens, para grande desagrado de Marcello.

### Ato IV
Novamente no sótão, como no primeiro Ato.
Marcello e Rodolfo estão juntos de novo na mesma mansarda, Marcello pintando um quadro, Rodolfo escrevendo. Mas nem Marcello conseguiu esquecer Musetta, nem Rodolfo esquecer Mimì. Eles cantam um dueto, cada um recordando a respetiva amante. Chegam Schaunard e Colline trazendo comida. Os homens comem, bebem, cantam, dançam, brincam de luta, riem e se divertem. A brincadeira descontraída entre os machos é subitamente interrompida por um acorde lúgubre na orquestra: batem à porta. É Musetta: "Mimì vem vindo atrás de mim. Ela está muito mal". Mimì entra, quase sem fôlego após subir as escadas, fazem com que ela se deite na cama. Mimì pergunta a Rodolfo se ele quer sua presença, ele responde que sim. Musetta conta que Mimì abandonou um rico visconde, para ir morrer no lugar onde ela encontrou o verdadeiro amor. Mimì diz que sente frio. Musetta oferece vender suas joias, Colline seu casaco para conseguirem dinheiro para pagar um médico (Vecchia zimarra senti). Saem todos e deixam Mimì a sós com Rodolfo. Ela diz que fingia estar dormindo, porque queria estar a sós com ele. Eles cantam um último dueto de amor - de amor e de morte. Mimì pergunta se ela ainda é bela. "Bela como uma aurora", responde Rodolfo. "Bela como um crepúsculo, é isto que quiseste dizer", ela arremata. Eles relembram o primeiro encontro. Ela, com senso de humor, o recrimina pelo truque baixo que ele usou, escondendo a chave; "eu ajudava o destino", ele responde. Ouve-se de novo a melodia de Che gelida manina. Chegam Marcello, Musetta, Colline, Schaunard, trazendo uma manta nova que compraram para ela aquece-se melhor. Mimì sorri: "que bom, amor, estar sempre contigo, quentinha, e dormir". Um acorde lúgubre mas delicado na orquestra nos avisa que Mimì morreu (Puccini chegou a desenhar uma caveira neste ponto no manuscrito original da partitura). Musetta protege a chama da única vela que ilumina o quarto: Qui ci vuole un riparo perché la fiamma sventola, e faz uma prece à Virgem: Madona bendita, concede a graça a esta pobrezinha para que ela não morra. Madona Santa, eu sou indigna de perdão, enquanto Mimì é um anjo do céu. A ópera termina com Rodolfo gritando Mimì! Mimì!, repetindo a mesma nota (sol sustenido), enquanto soluça e chora convulsivamente, e tudo morre num acorde de dó sustenido menor.

## Gravações
- 1956 Jussi Björling (Rodolfo), Robert Merrill (Marcello), John Reardon (Schaunard), Giorgio Tozzi (Colline), Victoria de los Angeles (Mimì), Lucine Amara (Musetta), Fernando Corena (Benoît und Alcindoro), William Nahr (Parpignol), George del Monte (Sergeant), RCA Victor Chorus, RCA Victor Orchestra; Thomas Beecham (condutor), EMI CDS 5 56236-2
- 1972 Luciano Pavarotti (Rodolfo), Rolando Panerai (Marcello), Gianni Maffeo (Schaunard), Nicolai Ghiaurov (Colline), Mirella Freni (Mimì), Elizabeth Harwood (Musetta), Michel Sénéchal (Benoît und Alcindoro), Gernot Pietsch (Parpignol), Hans-Dieter Appelt (Sergeant), Chor der Deutschen Oper Berlin, Berliner Philharmoniker; Herbert von Karajan (condutor), DECCA LP 6.35200(2), DECCA CD 421 049-2
- 1979 José Carreras (Rodolfo), Ingvar Wixell (Marcello), Hakan Hagegaard (Schaunard), Robert Lloyd (Colline), Katia Ricciarelli (Mimì), Ashley Putnam (Musetta), Giovanni de Angelis (Benoît), William Elvin (Alcindoro), Francis Egerton (Parpignol), Richard Hazell (Sergeant), Orchester und Chor der Covent Garden Opera London; Colin Davis (dirigent), Philips LP 6769 031 (2 LP), Philips CD 416 492-2
- 1990 Jonathan Welch (Rodolfo), Fabio Previati (Marcello), Boaz Senator (Schaunard), Ivan Urbas (Colline), Ľuba Orgonášová (Mimì), Carmen Gonzales (Musetta), Richard Novák (Benoît), Jiří Sulženko (Alcindoro), Slovak Philharmonic Chorus, Czecho-Slovak Radio Symphony Orchestra Bratislava; Will Humburg (condutor), Naxos CD 8.660003-04
- 1999 Angela Gheorghiu (Mimi), Roberto Alagna (Rodolfo), Simon Keenlyside (Marcello), Ildebrando d'Arcangelo (Colline), Elisabetta Scano (Musetta), Alfredo Mariotti (Benoit/Alcindoro), Alberto Ragona (Parpignol), Orchestra del Teatro alla Scala; Riccardo Chailly (condutor), DECCA CD 466 070-2